# نظم جيبي
نظم القلب هو تعبير طبي عن الآلية المسؤولة عن انتظام دقات القلب النبض وعن سرعة نبض القلب. يُعرف النظم القلبي الطبيعي بالنظم الجيبي نسبة إلى الرتابة في جيب التمام، وهو ينطلق من العقدة الجيبية. يتم التعرف على النظم الجيبي برسم مخطط قلب كهربائي.

## جهاز التوصيل القلبي

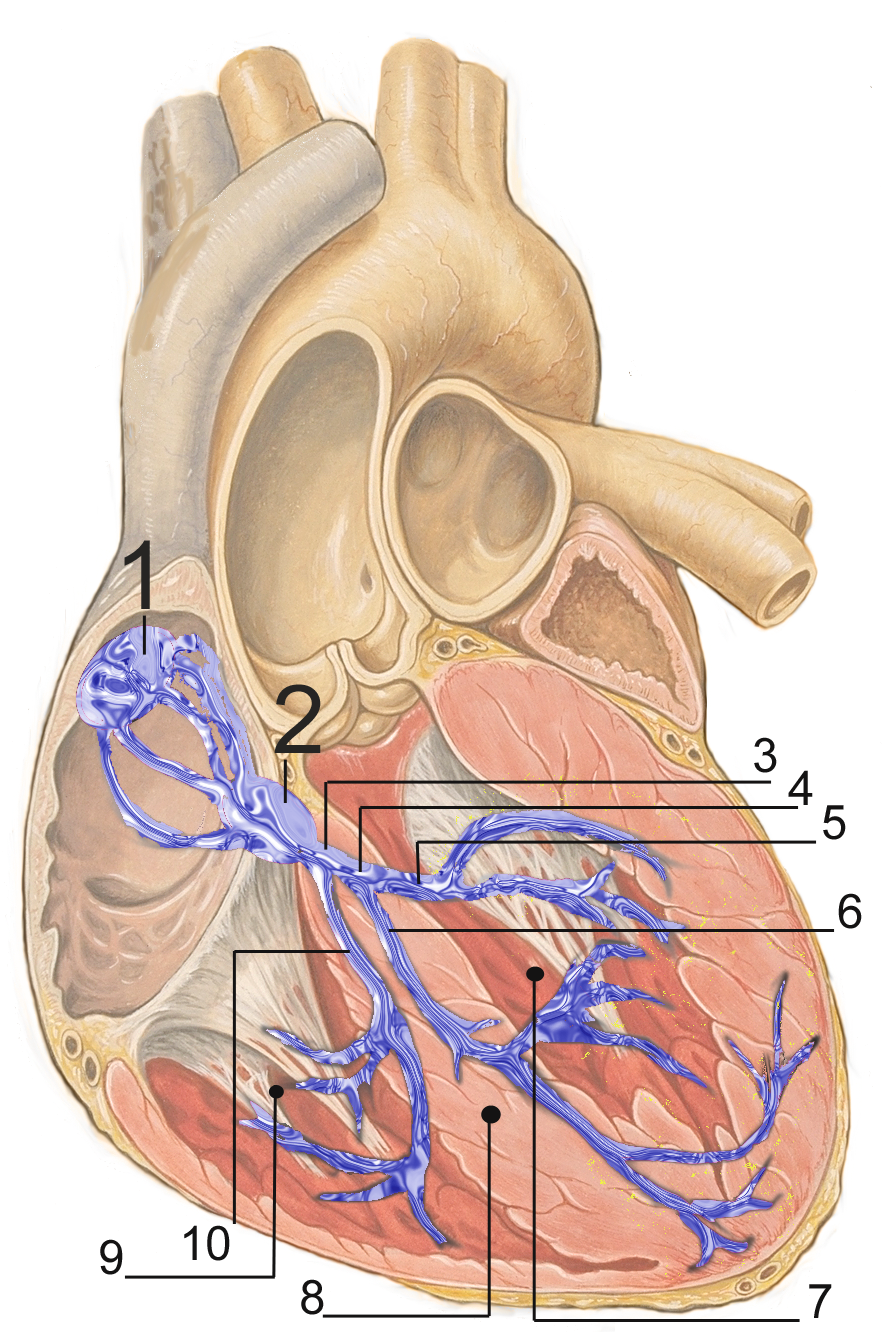
تركيب جهاز التوصيل

يتكون جهاز التوصيل في القلب (بالإنجليزية: Conductive system (of the heart))‏ من:
- العقد القلبية وهي:
  - العقدة الجيبية (1)
  - عقدة أذينية بطينية (2)
- الحزم الناقلة وهي
  - حزمة هيس بغصنيها: (3)
    - الغصن الأيمن (10)
    - الغصن الأيسر وينقسم إلى: (4)
      - الغصين الأيسر الأمامي (6)
      - الغصين الأيسر الخلفي (5)

  - ألياف بوركنيي

## نشأة الشارة المحفزة
تنشأ الشارة المحفزة في العقد القلبية، وهي عقد مبطنة في عضلة القلب تقوم بدور التنظيم الكهربائي لانقباض عضلة القلب، وتتكون هذه العقد من خلايا خاصة هي خلايا توليد وتوصيل الشارة، والتي تشبه خلايا الأعصاب من ناحية وظيفية، وتقوم هذه الخلايا بإنتاج الشارة المحفزة بشكل دوري وبنقلها. هذه الخلايا غير قادرة على الانقباض مثل باقي خلايا عضلة القلب، ولكن شارتها هي المحفزة لانقباض عضلات القلب.
| المنطقة            | التردد\دقيقة |
| عقدة جيبية         | 60-80        |
| عقدة أذينية بطينية | 40-60        |
| خلايا البطين       | 20-40        |

تمتاز خلايا توليد ونقل الشارة بأنها تقوم بشكل دوري ودون تأثير خارجي باصدار الشارات الكهربية المحفزة، وذلك بسبب تلاشي نفوذية الغشاء الخلوي لأيونات البوتاسيوم مع الزمن، مما يزيد من دخول أيونات الصوديوم والكالسيوم إلى داخل الخلية، ويؤثر على الجهد الغشائي حتى نصل إلى إزالة الاستقطاب وتسمى هنا بإزالة الاستقطاب الانبساطية نسبة إلى الدور الانبساطي للقلب. سرعة إزالة الاستقطاب، وبالتالي نشوء الشارة المحفزة تقل من العقدة الجيبية مروراً بالعقدة الأذينية البطينية إلى خلايا التوصيل في البطينين. (انظر الجدول بترددات العقد).
هناك سباق بين الخلايا في إصدار الشارة المحفزة، والخلية الأسرع في إزالة الاستقطاب هي التي يكون لها حظ إصدار الشارة المحفزة والتي تؤدي إلى انقباض خلايا عضلة القلب. بناءً على ذلك فإنه في الوضع الطبيعي يكون السبق لأحد خلايا العقدة الجيبية، إذ أنها تمتاز بقصر المدة التي تحتاجها لإزالة الاستقطاب، ومن ثَمَّ لاصدار الشارة، لذا فإن النظم الطبيعي للقلب يكون صادراً عن العقدة الجيبية وهذا هو السبب في تسمية النظم القلبي الطبيعي بالنظم الجيبي، ويكون تردد هذا النظم في حالة الراحة ما بين 60-80\دقيقة. وتتأثر سرعة إزالة الاستقطاب لخلايا العقدة الجيبية وبالتالي سرعة النبض بعوامل منها:
| المرحلة العمرية | معدل النبض |
| --------------- | ---------- |
| الجنين          | 150 /دقيقة |
| الرضيع          | 130 /دقيقة |
| الطفل           | 100 /دقيقة |
| الشباب          | 85 /دقيقة  |
| الشيخوخة        | 60 /دقيقة  |

- العمر
- التروية القلبية
- الجملة الودية والجملة نظير الودية
- الأدوية والعقاقير وبعض المواد المنشطة أو المثبطة مثل القهوة أو الكحول.

في حالة وجود خلل في العقدة الجيبية، فإن العقد أو المراكز النظمية التي تليها تتولى على التوالي إصدار نظم القلب، كلٌ منها بحسب سرعتها. 

## انتقال الشارة المحفزة
تنتقل الشارة المحفزة في مراحل عبر عضلة القلب هي:

رسم توضيحي لنشأة الشارة المحفزة، ومسارها في القلب.

1. رسم توضيحي لنشأة الشارة المحفزة، ومسارها في القلب. تنشأ بشكل شارات كهربية محفزة في العقدة الجيبية في الأذين الأيمن، والتي تشكل الناظمة البدائية للقلب.
2. وتنتشر في أذيني القلب لتصل إلى قاعدة القلب، والتي تتكون من نسيج ضام عازل للشارة الكهربية، وفيها العقدة الأذينية البطينية.
3. العقدة الأذينية البطينية تقوم بتأخير متعمد لنقل الشارة الكهربائية، فتقوم بنقل الشارة المحفزة إلى البطينين بعد فترة بسيطة.
4. انتقال الشارة عبر البطينين يكون عن طريق حزمة هيس والتي تنقسم إلى غصنين غصن أيمن وغصن أيسر لتوصل الشارة المحفزة إلى قمة القلب، لتنتشر من هناك عبر عضلة القلب مؤدية لانقباضها.

## التفسير الوظيفي لانتقال الشارة
انتقال الشارة الكهربية في عضلة القلب بهذا الشكل له دوره الوظيفي في دورة القلب:
- ففي المرحلة الأولى يتبع انقباض عضلة الأذينين انتشار الشارة المحفزة، وذلك لضخ الدم عبر الصمامين ثلاثي الشرف وثنائي الشرف إلى بطيني القلب. هذه المرحلة تسمى انقباضة الأذينين وتمثلها في مخطط القلب الكهربائي موجة P.
- تأخير الشارة في العقدة الأذينية البطينية يسمح باكتمال دخول الدم إلى البطينين، التسرع في انقباض البطينين يؤدي إلى انقباض البطينين قبل اكتمال امتلائهما بالدم، مما يقلل من الكسر القذفي (كما يحدث في الانقباضات الخارجة). تمثل هذه الفترة في مخطط القلب الكهربائي المسافة بين P ومركب QRS.
- انتقال الشارة عبر حزمة هيس لا يرافقها انقباض لعضلة القلب وذلك لإيصال الشارة إلى قمة القلب، حيث يتم نقل الشارة من هناك إلى عضلة البطينين عبر ألياف بوركيني مسببة انقباض عضلة البطينين، هذا الانقباض الذي يبدأ عند قمة القلب متجهاً إلى قاعدة القلب. هذا الاتجاه هو لضخ الدم (قذف) خلال الصمامين الأبهري والرئوي. مركب QRS في مخطط القلب الكهربائي يمثل هذه المرحلة. (انظر الرسم التوضيحي)